# Alessandro e Timoteo
Alessandro e Timoteo es una ópera en un acto con música de Giuseppe Sarti y libreto en italiano de Carlo Castone Della Torre di Rezzonico. Se estrenó en el Teatro Ducal de Parma para la visita a Italia del heredero de Rusia Pablo Romanov y de su esposa Sofía Dorotea de Wurtemberg, en abril de 1782. Según lo que relata el propio Rezzonico en una carta, la ópera tuvo buena acogida entre los ilustres visitantes.
La trama se refiere a la oda Alexander's Feast del poeta inglés John Dryden, ya musicada por Georg Friedrich Händel; tiene en cuenta también la cantata de Benedetto Marcello Il Timoteo, o sia Gli effetti della musica, sobre texto del paduano Antonio Conti.